# Nicolas Faret
Nicolas Faret (Bourg-en-Bresse, 1596 circa – Parigi, 8 settembre 1646) è stato un politico, scrittore e poeta francese.
Figlio di un modesto ciabattino di origine italiana, studiò in un collegio parigino di gesuiti e tornò a Bourg ove esercitò la professione di avvocato. Deciso a tentare la fortuna delle lettere a Parigi, si legò con gli scrittori Claude Favre de Vaugelas, Marc-Antoine Girard de Saint-Amant e fu allievo di Coëffeteau, al quale dedicò nel 1621 la traduzione del Breviarium ab Urbe condita di Eutropio. Di quell'anno è anche l'"Histoire chronologique des Ottomans".
Nelle sue Recueil de lettres nouvelles premise una lettera di dedica al cardinale Richelieu. Divenuto segretario di Enrico di Lorena, conte d'Harcourt, un nobile quasi rovinato dal gioco, lo seguì nelle sue campagne militari, dedicandogli nel 1623 il trattato Des vertus nécessaires à un prince pour bien gouverner ses sujets.
Scrisse anche una Histoire de René, second roi de Sicile et duc de Lorraine, mai pubblicata e, nel 1630, l'Honnête Homme ou l'art de plaire à la Cour. Nelle riunioni con gli altri letterati, Faret lanciò l'idea di fondare un circolo letterario. Boisrobert ne parlò a Richelieu che progettò l'idea di un'Accademia controllata dal governo: nacque così l'Académie française e Faret ne fu il nono membro. A Richelieu dedicò anche un'ode, Pour Monseigneur le Cardinal de Richelieu, che è giudicata la sua cosa migliore.
Oggi è quasi dimenticato o piuttosto, è noto più che altro per un verso di Nicolas Boileau che lo cita: «si vide, con Faret, scarbonare di suoi versi i muri d'un cabaret».